# Gare Beaconsfield
Cet article concerne la gare d'exo. Pour la ville de Beaconsfield, voir Beaconsfield (Québec). Pour les autres significations, voir Beaconsfield (homonymie).

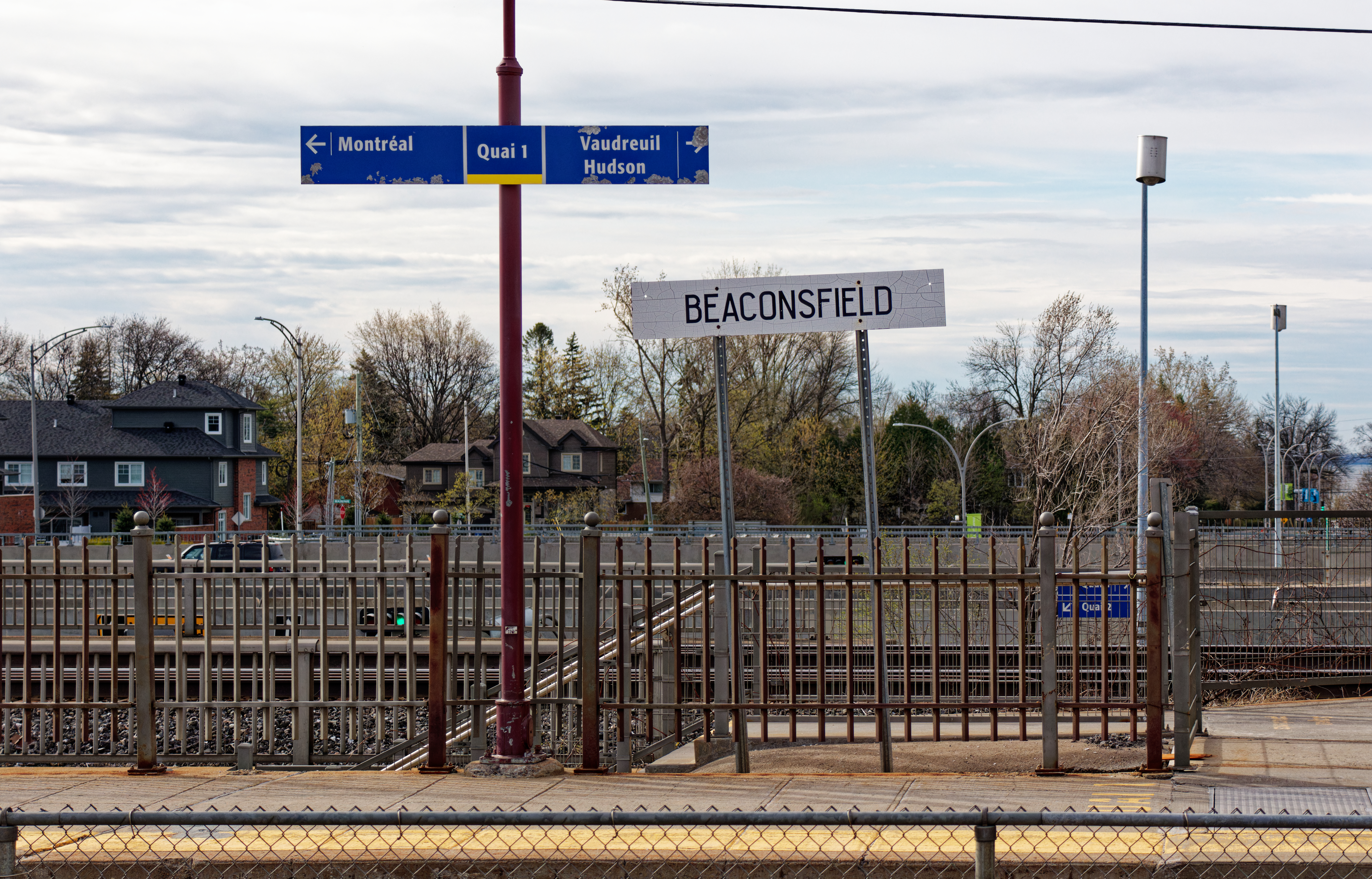
Quai 1

La gare Beaconsfield est une gare d'exo située à Beaconsfield dans l'agglomération de Montréal. Elle dessert les trains de banlieue de la ligne exo 1.

## Correspondances

### Autobus

#### Société de transport de Montréal[2]
| Circuit | Destinations               | Tracé | Horaires |
| ------- | -------------------------- | ----- | -------- |
| 200     | Sainte-Anne-de-Bellevue    | Tracé | Horaires |
| 201     | Saint-Charles – Saint-Jean | Tracé | Horaires |
| 217     | Anse-à-l'Orme              | Tracé | Horaires |
| 401     | TRAINBUS Saint-Charles     | Tracé | Horaires |
| 411     | MÉTROBUS Lionel-Groulx     | Tracé | Horaires |
| 425     | MÉTROBUS Anse-à-l'Orme     |       |          |